# Unsere Liebe Frau im Walde-St. Felix
Unsere Liebe Frau im Walde-St. Felix (wł. Senale-San Felice) – miejscowość i gmina we Włoszech, w regionie Trydent-Górna Adyga, w prowincji Bolzano (Tyrol Południowy).
Liczba mieszkańców gminy wynosi 780 (dane z roku 2009). Język niemiecki jest językiem ojczystym dla 97,78%, a włoski dla 2,22% mieszkańców (2001).